# Brian Mulroney
Martin Brian Mulroney (Baie-Comeau (Quebec), 20 maart 1939 – Palm Beach (Florida), 29 februari 2024) was een Canadees politicus en de 18e minister-president van Canada van 17 september 1984 tot 24 juni 1993.

## Advocaat en zakenman
Mulroney werd in 1939 geboren als zoon van een elektricien. In 1959 studeerde hij af van de St. Francis Xavier University in Nova Scotia en behaalde hij een graad in politieke wetenschappen. Hierna ging hij rechten studeren in Quebec, een studie die hij succesvol afrondde in 1964.
Hij vestigde zich na zijn studie in Montreal en kwam te werken bij een advocatenkantoor aldaar. Mulroney maakte naam, met name in Quebec.

### Politieke interesse
Reeds in zijn studententijd had Mulroney een interesse in politiek en hij werd lid van de Progressief Conservatieve Partij (nu een onderdeel van de Conservatieve Partij van Canada). Hij hielp de partij door campagne te voeren voor lokale kandidaat parlementsleden. Tijdens zijn rechtenstudie werd hij gekozen als vicepresident van de Conservatieve studentenvereniging en in 1961 werd hij studenten-adviseur van toenmalig minister-president John Diefenbaker.
In 1976 zocht Mulroney tevergeefs het leiderschap van de Conservatieve Partij. Mede zijn gebrek aan parlementaire ervaring weerhield hem ervan om de positie te behalen. Na een korte carrière in de privé-sector zocht Mulroney in 1983 wederom het leiderschap van de Conservatieven. Ditmaal was hij succesvol en via een by-election kwam Mulroney in 1983 in het Canadese lagerhuis.
Intussen was Mulroney in 1973 getrouwd met Mila Pivnicki. Het paar zou 4 kinderen krijgen.

## Ambitie vervuld
Na het aftreden van Pierre Trudeau schreef de nieuwe minister-president, John Turner verkiezingen uit voor september 1984. Deze verkiezingen werden overtuigend gewonnen door de Conservatieven. Zij behaalden 211 zetels in het parlement tegen slechts 40 voor Turners Liberalen, het grootste zetelaantal ooit behaald door één partij in de Canadese geschiedenis. Mulroney werd minister-president zonder enige ministeriële ervaring en met slechts één jaar parlementaire ervaring achter de rug.
Een van Mulroneys prioriteiten was het terugdringen van het begrotingstekort. Hij zou hierin echter niet slagen, mede doordat de Senaat nog steeds werd gecontroleerd door de Liberalen. Ook probeerde hij de nationale eenheid van Canada te verstevigen door Quebec tevreden te stellen met een pakket maatregelen die Quebec als distinct society zou aanmerken. Het voor dit doel gesloten Meech Lake Accord werd echter door twee andere provincies afgewezen.
In het buitenland had Mulroney een stevige band met de Amerikaanse president Ronald Reagan. Ook was zijn regering een van de voortrekkers bij het geven van internationale steun aan Ethiopië, waar een voedselcrisis was uitgebroken. Ook zocht hij uitbreiding van de handelsrelaties met de VS, resulterend in een vrijhandelsakkoord. Dit akkoord was mede de inzet van de verkiezingen van 1988 die Mulroney en zijn Conservatieven wederom wonnen, zij het met een kleinere meerderheid van zetels.

### Tweede termijn

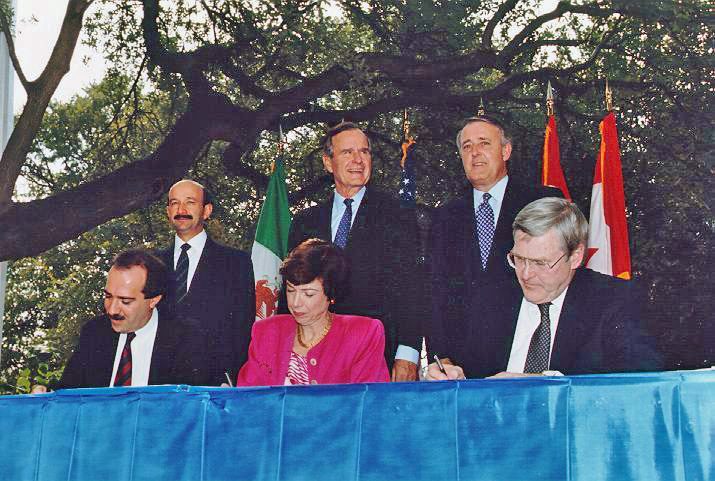
Mulroney (staandend rechts) met presidenten Bush en Salinas tijdens de ondertekening van het NAFTA verdrag

Mulroneys tweede termijn als minister-president werd mede gekenmerkt door een wereldwijde economische teruggang. Mulroneys regering diende een wet in die een nationale Goods and Services Tax (vergelijkbaar met btw) instelde. Deze maatregel zou zeer onpopulair bij de bevolking blijken.
In 1990 en 1991 participeerde Canada in de internationale coalitie die de Amerikaanse president George H.W. Bush had samengesteld als antwoord op de Iraakse invasie van Koeweit. Canadese strijdkrachten zouden voor het eerst sinds Korea actief aan gevechtshandelingen meedoen.
In 1992 sloot Mulroney met de VS en Mexico de Noord-Amerikaanse Vrijhandelsovereenkomst (NAFTA), een uitbreiding van de handelsovereenkomst die Canada al had met de VS.
Met zijn populariteit op een dieptepunt door de GST belasting en de algemene economische neergang trad Mulroney op 24 juni 1993 af als minister-president en werd hij opgevolgd door Kim Campbell.

## Privé burger
Na zijn vertrek uit de politiek hervatte Mulroney zijn oude beroep van advocaat en schreef hij ook boeken. Een aantal van Mulroneys beleidspunten zijn nu algemeen geaccepteerd door alle partijen in Canada, ook de toenmalige oppositie, vergelijkbaar met Margaret Thatchers beleid in het Verenigd Koninkrijk van nu. De onpopulariteit van Mulroney was er wel mede de oorzaak van dat de Conservatieve Partij zich opsplitste in meerdere kampen, een versnippering die tot 2003 zou voortduren. In 1998 kreeg hij Canada's hoogste civiele onderscheiding, de Order of Canada toegekend.
Mulroney overleed op 29 februari 2024 op 84-jarige leeftijd in een ziekenhuis in Palm Beach.